# Sambo als Jocs Europeus de 2015
Les proves de Sambo als Jocs Europeus de 2015 es disputaran el dia 22 de juny al Heydar Aliyev Arena. Es realitzaran 8 proves (4 per cada gènere).

## Classificació
Les classificacions es basaran en els criteris establerts per la Federació Europea de Sambo, assegurant-ne plaça per la nació organitzadora i places universals per la difusió entre els països.
| CON                | Masculí | Masculí | Masculí | Masculí | Femení | Femení | Femení | Femení | Total |
| CON                | 57      | 74      | 90      | +100    | 52     | 60     | 64     | 68     | Total |
| ------------------ | ------- | ------- | ------- | ------- | ------ | ------ | ------ | ------ | ----- |
| Armènia            | X       |         | X       |         | X      |        |        |        | 3     |
| Àustria            |         |         |         | X       |        |        |        |        | 1     |
| Azerbaidjan        | X       | X       | X       | X       | X      | X      | X      | X      | 8     |
| Belarús            | X       | X       | X       | X       | X      | X      | X      | X      | 8     |
| Bulgària           | X       | X       |         |         | X      | X      | X      | X      | 6     |
| França             |         | X       |         |         | X      |        | X      | X      | 4     |
| Geòrgia            | X       | X       | X       | X       |        | X      |        | X      | 6     |
| Irlanda            |         | X       |         |         | X      |        |        |        | 2     |
| Israel             |         |         |         |         |        | X      | X      |        | 2     |
| Itàlia             |         | X       |         |         |        |        |        |        | 1     |
| Letònia            |         | X       |         |         |        |        |        |        | 1     |
| Lituània           |         |         | X       |         | X      |        |        |        | 2     |
| Macedònia del Nord |         |         |         | X       |        |        |        |        | 1     |
| Moldàvia           |         |         | X       |         |        | X      | X      | X      | 4     |
| Polònia            |         | X       |         |         |        |        |        |        | 1     |
| Romania            | X       | X       |         | X       | X      | X      | X      |        | 6     |
| Rússia             | X       | X       | X       | X       | X      | X      | X      | X      | 8     |
| Sèrbia             |         | X       |         | X       |        |        |        | X      | 3     |
| Eslovènia          |         | X       |         |         |        |        |        |        | 1     |
| Espanya            |         | X       |         |         |        | X      |        |        | 2     |
| Turquia            |         | X       |         |         |        |        |        |        | 1     |
| Ucraïna            | X       | X       | X       | X       |        |        | X      | X      | 6     |
| 22 CONs            | 8       | 16      | 8       | 9       | 9      | 9      | 9      | 9      | 77    |

## Medallistes

### Masculí
| Event   | Or                        | Plata                        | Bronze                         |
| 57 kg   | Aymergen Atkunov Rússia   | Islam Gasumov Azerbaidjan    | Uladzislau Burdz Belarús       |
| 57 kg   | Aymergen Atkunov Rússia   | Islam Gasumov Azerbaidjan    | Vakhtangi Chidrashvili Geòrgia |
| 74 kg   | Stsiapan Papou Belarús    | Amil Gasimov Azerbaidjan     | Kakha Mamulashvili Geòrgia     |
| 74 kg   | Stsiapan Papou Belarús    | Amil Gasimov Azerbaidjan     | Azamat Sidakov Rússia          |
| 90 kg   | Alsim Chernoskulov Rússia | Andrei Kazusionak Belarús    | Davit Karbelashvili Geòrgia    |
| 90 kg   | Alsim Chernoskulov Rússia | Andrei Kazusionak Belarús    | Radvilas Matukas Lituània      |
| +100 kg | Artem Osipenko Rússia     | Vasif Safarbayov Azerbaidjan | Yury Rybak Belarús             |
| +100 kg | Artem Osipenko Rússia     | Vasif Safarbayov Azerbaidjan | Razmik Tonoyan Ucraïna         |

### Femení
| Event  | Or                      | Plata                         | Bronze                        |
| 52 kg  | Anna Kharitonova Rússia | Nazakat Khalilova Azerbaidjan | Magdalena Varbanova Bulgària  |
| 52 kg  | Anna Kharitonova Rússia | Nazakat Khalilova Azerbaidjan | Rūta Aksionova Lituània       |
| 60 kg  | Yana Kostenko Rússia    | Kalina Stefanova Bulgària     | Katsiaryna Prakapenka Belarús |
| 60 kg  | Yana Kostenko Rússia    | Kalina Stefanova Bulgària     | Daniela Hondiu Romania        |
| 64 kg  | Tatsiana Matsko Belarús | Olena Sayko Ucraïna           | Anna Shcherbakova Rússia      |
| 64 kg  | Tatsiana Matsko Belarús | Olena Sayko Ucraïna           | Sarah Loko França             |
| -68 kg | Ivana Jandrić Sèrbia    | Volha Namazava Belarús        | Celine Conde França           |
| -68 kg | Ivana Jandrić Sèrbia    | Volha Namazava Belarús        | Olga Zakhartsova Rússia       |